# Америка превыше всего
Америка превыше всего (англ. America First) — политическая позиция в США, которая обычно подчеркивает американскую исключительность и невмешательство. Этот термин был придуман президентом Вудро Вильсоном в ходе выборов 1916 года, когда он обещал сохранять нейтралитет Америки в Первой мировой войне. Более изоляционистский подход приобрел известность в межвоенный период (1918—1939), когда Ку-клукс-клан проводил эту политику в 1920-х годах; лозунг использовал выступавший против участия США во Второй мировой войне комитет «Америка превыше всего».
В 2016 году Дональд Трамп использовал слоган в своей президентской кампании и в ходе своего первого президентского срока, подчёркивая выход США из международных договоров и организаций во внешней политике его администрации. Противники Трампа охарактеризовали его политику как «Америка в одиночестве» (англ. America Alone).

## История

### Первые проявления

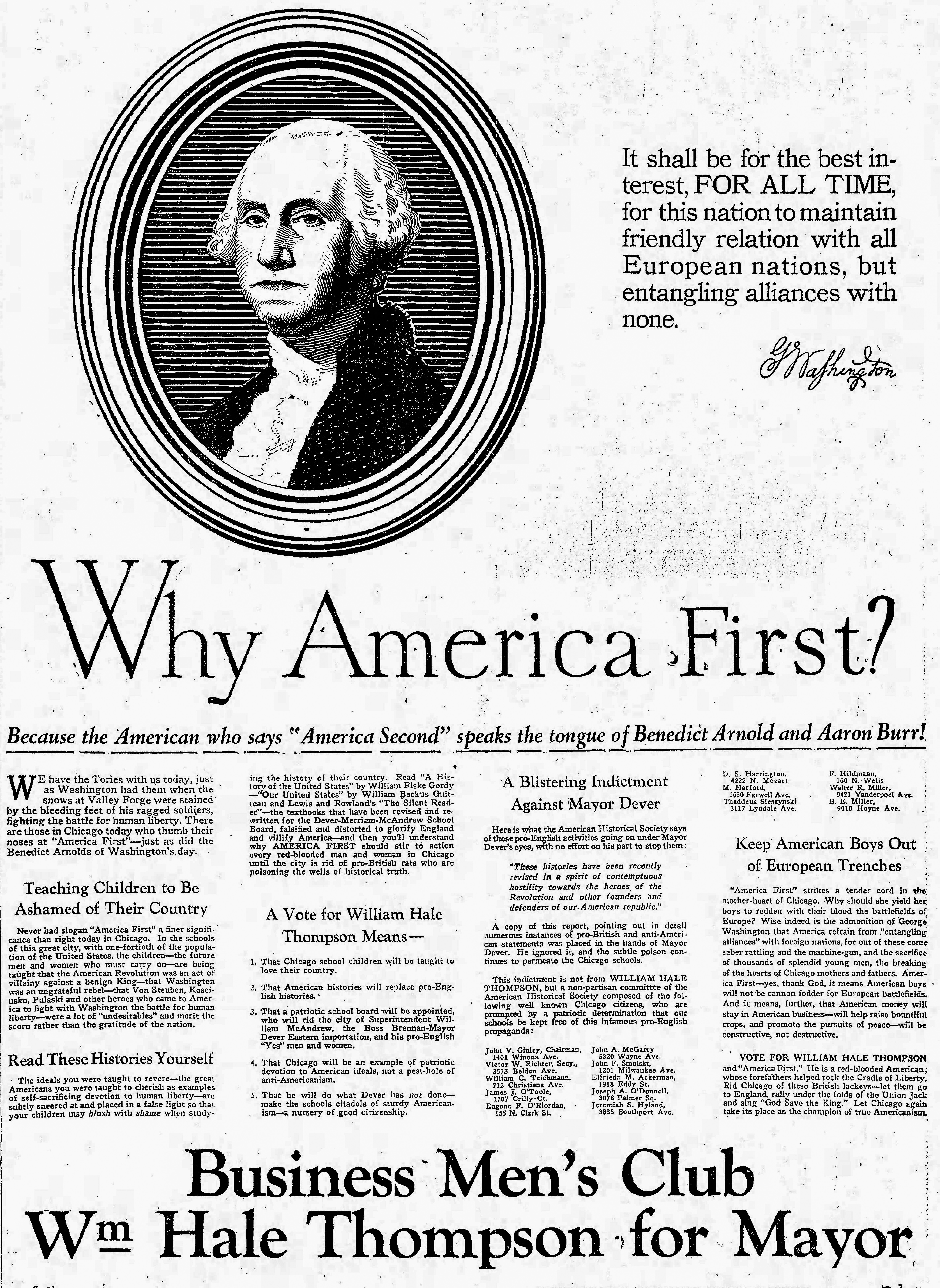
Предвыборный плакат выборов мэра Чикаго 1927 года в поддержку Уильяма Хейла Томпсона с фразой «Почему Америка прежде всего».

Впервые в американском политическом дискурсе лозунг «Америка прежде всего» выдвинула в 1850-х годах партия Know Nothing. Этот девиз использовался как демократами, так и республиканцами. 

### Первая мировая война
В начале Первой мировой войны президент Вудро Вильсон использовал этот лозунг для определения своей версии нейтралитета. Девиз также был выбран сенатором-республиканцем Уорреном Дж. Хардингом во время президентских выборов 1920 года, на которых он победил.

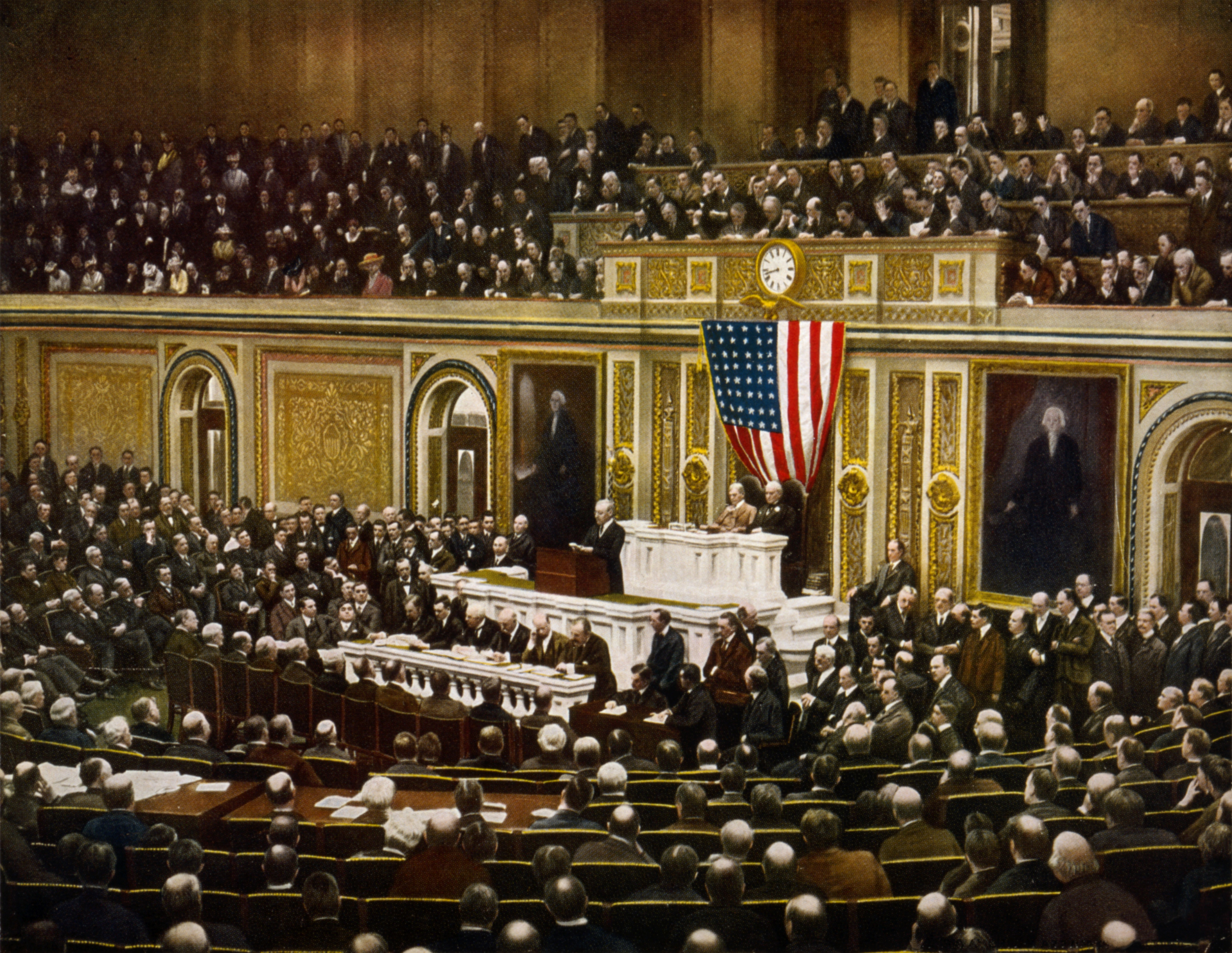
Вудро Вильсон просит Конгресс США поддержать объявление войны Германии и вступление в Первую мировую войну.

### Вторая мировая война
Лозунг был составным элементом политики комитета «Америка превыше всего», который поддерживал политику невмешательства и выступал против вступления США во Вторую мировую войну.  Хотя у комитета было множество сторонников в США, движение вызывало путаницу антисемитской и фашистской риторикой.
Изоляционистское движение зародилось в одном из центров высшего образования США, Йельском университете. Лицом комитета стал популярный летчик Чарльз Линдберг. Движение самораспустилось в декабре 1941 года после нападения Японии на Перл-Харбор.

## Дональд Трамп
Участвовавший в 2000 году в президентских праймериз Партии реформ против Бьюкенена, Дональд Трамп впервые использовал лозунг в статье 2015 г. для The Wall Street Journal. В начале кампании Трампа была опубликована статья Джеффа Кухнера в World Tribune, в которой кандидат восхвалялся как «националист, стремящийся поставить Америку на первое место»; руководитель кампании Кори Левандовски продвигал своего клиента этим лозунгом (а позже опубликовал книгу с таким названием); поддержавшие Трампа Сара Пэйлин и Крис Кристи также упоминали об этом в своих выступлениях. Позже Трамп включил этот лозунг в свой ежедневный репертуар после предложения и исторического сравнения со стороны Дэвида Э. Сенгера в ходе интервью The New York Times в марте 2016 года. В последующие месяцы, не ссылаясь на прежние использования слогана, Трамп пообещал, что «„Америка прежде всего“ будет главной и основной темой» его администрации, и отстаивал националистические, антиинтервенционистские позиции.
После его избрания на пост президента «Америка превыше всего» стала официальной внешнеполитической доктриной администрации Трампа. Это была тема инаугурационной речи Трампа, согласно опросу Politico/Morning Consult 65 % американцев положительно отреагировали на послание, 39 % — плохо оценили речь. Трамп поддержал американский унилатерализм за границей и ввел политику, направленную на подрыв транснациональных организаций, таких как Европейский Союз, и часто подвергал их критике с экономической точки зрения. В 2017 году администрация предложила федеральный бюджет на 2018 год, в названии которого были использованы лозунги «Сделаем Америку снова великой» и «Америка превыше всего», подразумевающие увеличение расходов на вооружённые силы, национальную безопасность и ветеранов, сокращение расходов на зарубежные страны и 10-летнюю цель по достижению сбалансированного бюджета.
Администрация назвала свою Стратегию национальной безопасности США на 2017 год «Стратегией национальной безопасности „Америка превыше всего“». Во введении говорится: «Эта стратегия национальной безопасности ставит Америку на первое место. Стратегия национальной безопасности „Америка превыше всего“ основана на американских принципах, трезвой оценке интересов США и решимости решать проблемы, с которыми мы сталкиваемся. Это стратегия принципиального реализма, которая руководствуется результатами, а не идеологией».
Использование Трампом этого лозунга подверглось критике со стороны некоторых за сравнение с комитетом «Америка превыше всего»; однако Трамп отрицал, что является изоляционистом, и сказал: «Мне нравится это выражение». Ряд учёных (таких как Дебора Дэш Мур), комментаторов (такие как Билл Кристол) и еврейских организаций (включая Антидиффамационную лигу и Еврейский совет по связям с общественностью) раскритиковали использование Трампом этого лозунга из-за его исторической связи с нативизмом и антисемитизмом Другие утверждали, что Трамп никогда не был сторонником невмешательства.. Обозреватель Дэниел Ларисон из The American Conservative писал, что «Трамп поспешил осудить предыдущие войны как катастрофы, но его жалоба на эти войны заключалась в том, что США не „получили“ от них ничего осязаемого. Он не видел ничего плохого в нападении на другие страны, но сетовал на то, что США не „забрали“ их ресурсы» и что «он никогда не призывал к прекращению войн, которые все ещё продолжались, а говорил только о победе в них».
Политика Трампа «Америка прежде всего» была описана как основной фактор предполагаемого усиления международной изоляции США в конце 2010-х годов, а различные медиа-критики, такие как The New Yorker, назвали эту политику «Америкой в одиночестве».